# 虞国
虞国，是中国历史上西周、春秋时期的姬姓诸侯国。

## 位置
位置大体在山西省晋南，具体在山西省平陆、夏县一带。

## 历史

### 起源
虞国在起源上和吴国有密切的关系，它们都是泰伯和仲雍的后裔。“虞”字從虍吳聲，“虞”古文「𠈌」、「吳」，形聲字，《唐韻》遇俱切《集韻》、《韻會》元俱切，𠀤音愚。因为虞国和吴国一个在北一个在南，所以虞国又可以叫“北虞”，吴国也可以叫“南虞”。
據《史記》记载，泰伯和仲雍是吴国的始祖，虞国是吴国的分支。古公亶父有三个儿子，泰伯、仲雍和季历。因为季历生了昌，就是后来的周文王，“有圣瑞”，于是就要传位给季历及昌。于是泰伯和仲雍就出本“荆蛮”，断发纹身，自号勾吴，也就是吴国。泰伯死后传给仲雍，仲雍传给季简，季簡传给叔达，叔達传给周章。在周武王克殷，建立周朝時，就封周章為吳國國君，其弟虞仲則分封至夏墟，建立虞國。
历史学家楊寬认为《史记》的说法是错误的。他认为泰伯和仲雍是虞的始祖，虞仲就是仲雍，而吴国是虞国的分支。他同时认为，宜侯夨簋中记载的将虞侯夨改封到宜地，并改称宜侯夨，说的就是吴国从虞分化出来的事。
也有人认为，虞国是陕西省陇县地区西周时期夨國﹝夨，古同“仄”字，此處國名，故以“夨”行)﹞的后代。

### 与芮国争执
在周文王时期，虞国和芮国发生了争执。《尚书大传》和《诗经·大雅·緜》毛传记载，这次争执的原因是“争田”，因久不能决，于是双方请文王来解决。双方到了周的境内，还没有见到文王，就见到民俗相让，于是让其所争之田为闲田而退。《周本纪》则只说是因为“有狱不能决”，没有说是争田地。

### 灭亡
前655年，虞公想得到晋献公的宝马和珍玉，禁不住诱惑，答应了晋献公借道的请求。晋国南下伐虢，回师途中，又灭了虞国。

## 卿大夫
- 宮之奇
- 井伯
- 百里奚

## 君主列表
- 虞仲，吳叔達之子，西周武王、成王時期君主。[3]
- 虞公父丁，虞侯夨之父，西周早期國君。[4]
- 虞侯夨，西周康王時期國君，後改封宜侯。[4]
- 虞侯政，西周中期國君。[5]
- 虞公，虞惠公？-前655年在位，虞國末代君主。[6]